# Lapoutroie
Lapoutroie est une commune française du Massif des Vosges située dans la circonscription administrative du Haut-Rhin et, depuis le 1er janvier 2021, dans le territoire de la Collectivité européenne d'Alsace, en région Grand Est.
Cette commune se trouve dans la région historique et culturelle d'Alsace.

## Géographie

### Situation

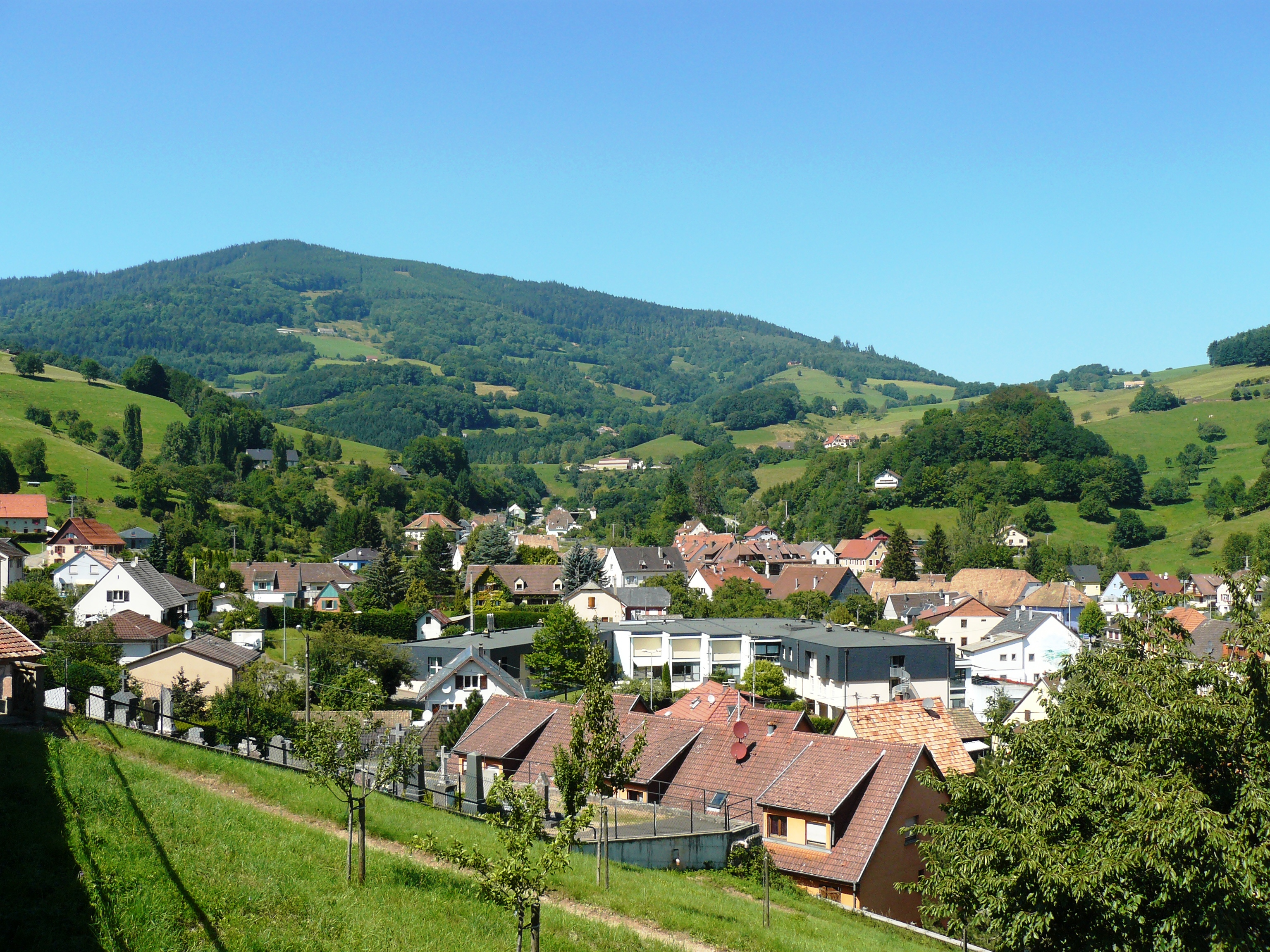
Vue partielle sur l'ouest du village de Lapoutroie.

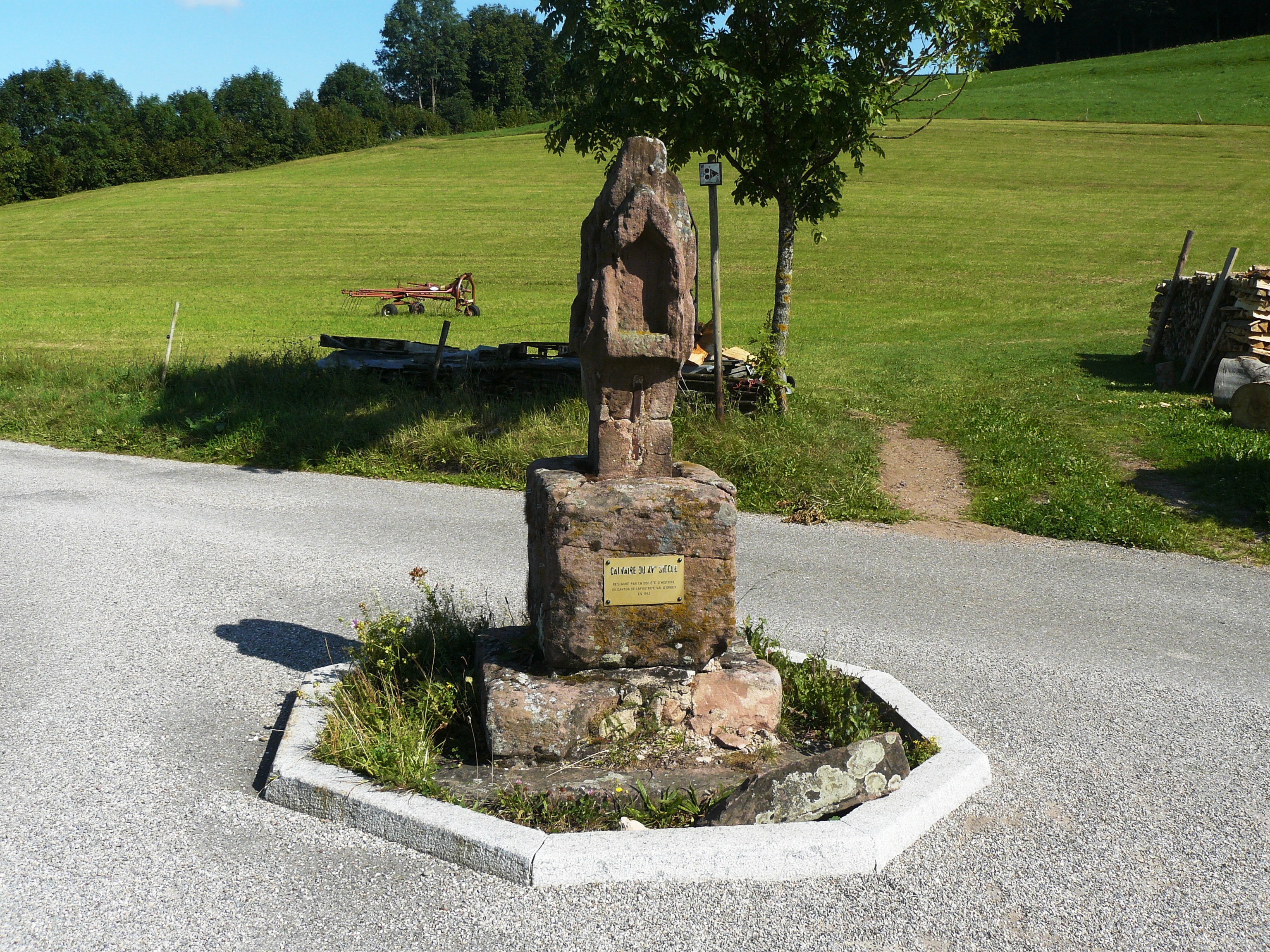
Calvaire du XVe siècle.

Située dans le département du Haut-Rhin entre vignoble et montagne, Lapoutroie est à 18 km au nord-ouest de Colmar. Lapoutroie est le chef-lieu du canton de Lapoutroie sur la Béhine et la route des Vosges qui comprend les communes de Fréland, Labaroche, Le Bonhomme et Orbey aussi appelé « canton vert » en raison de l'abondance des prés et forêts qui entourent la commune. Il est borné par les cantons  de Sainte-Marie-aux-Mines, de Kaysersberg, de Wintzenheim, de Munster et à l'ouest par  le département des Vosges. Il est entièrement situé dans ces montagnes, dont les sommets, appelés le Brézouard et Le Bonhomme, montrent au loin leur crêtes arides et sauvages. Au centre du canton et sur le territoire de Lapoutroie, s'élève le pic dit lo Faudé que l'on croit avoir été anciennement un lieu consacré aux mystères du culte druidique. La superficie de la commune est de 2 135 hectares, dont 1 000 ha de forêt et 900 ha de prairie et pâturage. L'altitude varie de 330 à 1 228 mètres pour le point culminant qui se trouve au Brézouard. Le village est traversé par la Béhine venant du Bonhomme, qui reçoit la Goutte puis se jette dans la Weiss en amont d'Hachimette. Lapoutroie faisait partie, avant la Révolution du bailliage d'Orbey, dépendant de la seigneurie de Ribeaupierre.

#### Communes limitrophes
Les communes limitrophes sont  Fréland, Kaysersberg Vignoble, Labaroche, Le Bonhomme, Orbey et Sainte-Marie-aux-Mines.
| Sainte-Marie-aux-Mines |            | Fréland              |
| Le Bonhomme            | Lapoutroie | Kaysersberg Vignoble |
|                        | Orbey      | Labaroche            |

### Lieux-dits et écarts
C'est une des 188 communes du parc naturel régional des Ballons des Vosges.
Il existe de nombreux écarts et lieux-dits dont la plupart sont habités. Le village proprement dit ne comporte qu'un tiers des habitants, le reste étant partagé entre les autres hameaux ou fermes isolées. Hachimette, le plus gros hameau, compte environ 299 habitants. En 1681, on dénombre 30 maisons avec 36 bourgeois dans le village, 8 maisons à Hachimette, 5 à La Goutte et 22 à Ribeaugoutte. En 1850, Ribeaugoutte compte 250 habitants dont une école qui accueille 60 enfants.

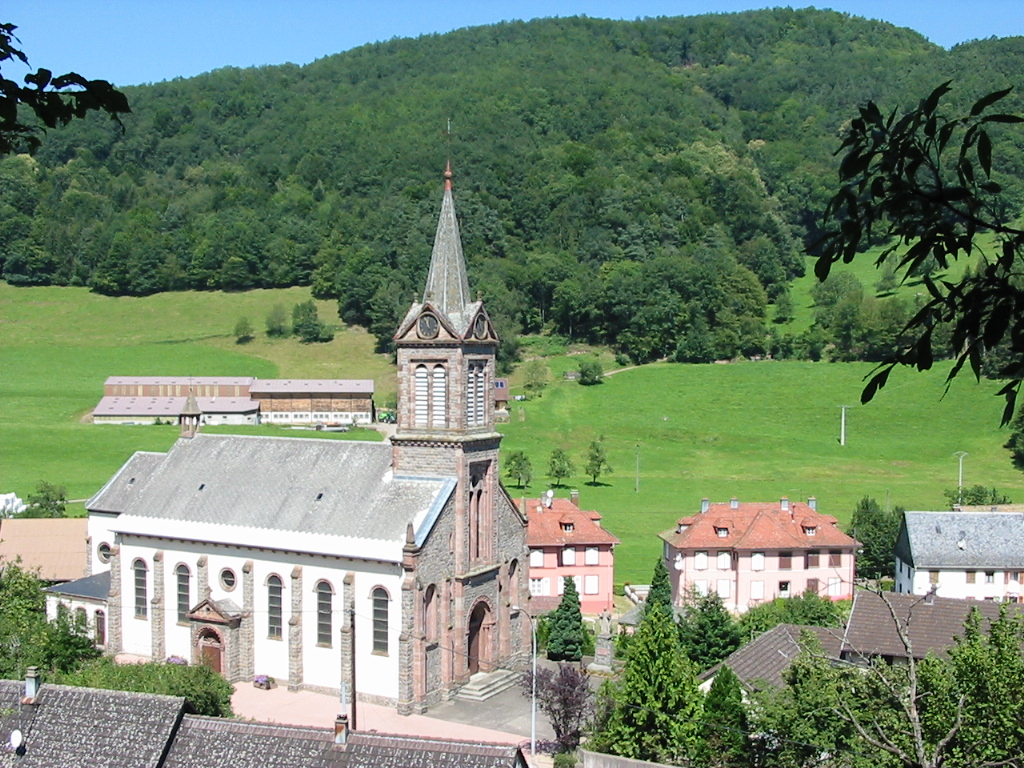
Le village d'Hachimette et son église.

- Hachimette, un gros hameau en aval (en allemand : Eschelmeer ou Eschermury)
- Ribeaugoutte (Klein Rappolstein), sur l'adret - en 1387, on trouve la forme Rabagut
- La Hôpatte
- Kermodé
- Les Mérelles
- Embetches
- Grande Roche
- Le Bambois
- Le Bâa
- Le Coq Hardi
- Faurupt en 1441 (ou Starckenbach)
- La Haute-Pierre
- Le Grand-Trait (Langenwasen)
- La Froide Fontaine
- La Goutte
- Hautpré
- Le Faudé
- Le Limbach
- Trou des Tronces
- Les Fourches
- Les Alagouttes
- Bache-le-Loup
- La Basse-des-Buissons
- Le Châmont
- Au fossé
- Les Ennebilchés
- Gasse
- La Gayire

Il existe au hameau de La Goutte une source ferrugineuse que sa situation pittoresque et son débit abondant mériteraient de faire connaître.

### Cours d'eau
- La Béhine (anciennement appelée la Begume[réf. nécessaire]), d'une longueur de 13 km ;
- le ruisseau Surcenord ;
- le ruisseau l'Ure.

### Hydrographie
La commune est dans le bassin versant du Rhin au sein du bassin Rhin-Meuse. Elle est drainée par la Béhine, la Weiss, le ru de Fauru et le ru du Devin,,.
La Béhine, d'une longueur de 13 km, prend sa source dans la commune de Le Bonhomme et se jette  dans la Weiss sur la commune, après avoir traversé deux communes. Les caractéristiques hydrologiques de la Béhine sont données par la station hydrologique située sur la commune. Le débit moyen mensuel est de 0,94 m3/s. Le débit moyen journalier maximum est de 13,1 m3/s, atteint lors de la crue du 22 décembre 1991. Le débit instantané maximal est quant à lui de 15 m3/s, atteint le même jour.

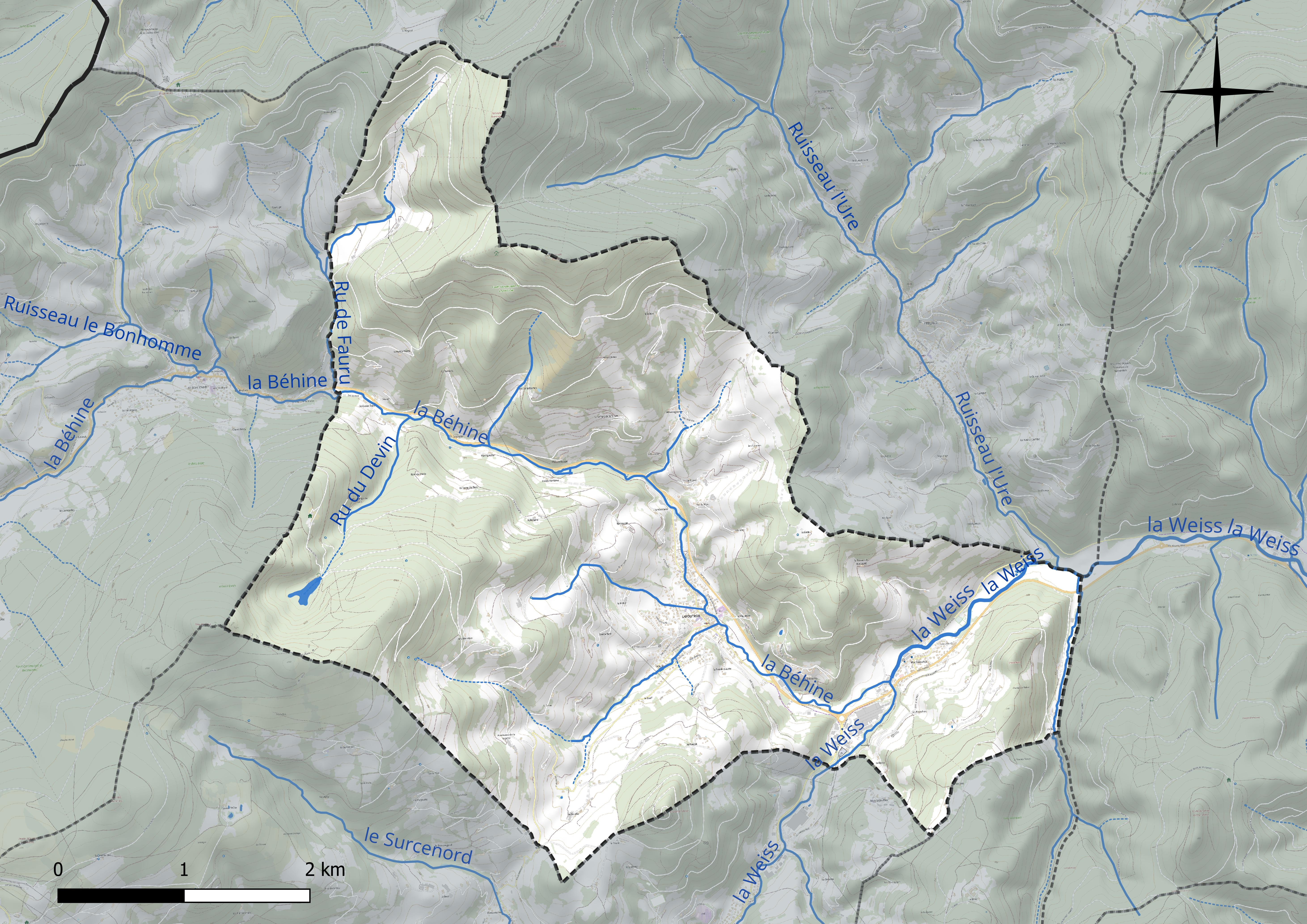
Réseau hydrographique de Lapoutroie.

La Weiss, d'une longueur de 24 km, prend sa source dans la commune de Orbey et se jette  dans la Fecht à Kaysersberg Vignoble, après avoir traversé cinq communes. Les caractéristiques hydrologiques de la Weiss sont données par la station hydrologique située sur la commune. Le débit moyen mensuel est de 0,671 m3/s. Le débit moyen journalier maximum est de 3,9 m3/s, atteint lors de la crue du 29 janvier 2021. Le débit instantané maximal est quant à lui de 5,9 m3/s, atteint le 9 juin 2018.

### Climat
Pour des articles plus généraux, voir Climat du Grand Est et Climat du Haut-Rhin.
En 2010, le climat de la commune est de type climat de montagne, selon une étude du Centre national de la recherche scientifique s'appuyant sur une série de données couvrant la période 1971-2000. En 2020, Météo-France publie une typologie des climats de la France métropolitaine dans laquelle la commune est exposée à un climat semi-continental et est dans la région climatique  Vosges, caractérisée par une pluviométrie très élevée (1 500 à 2 000 mm/an) en toutes saisons et un hiver rude (moins de 1 °C). 
Pour la période 1971-2000, la température annuelle moyenne est de 9,8 °C, avec une amplitude thermique annuelle de 17,1 °C. Le cumul annuel moyen de précipitations est de 1 354 mm, avec 12,1 jours de précipitations en janvier et 10,5 jours en juillet. Pour la période 1991-2020, la température moyenne annuelle observée sur la station météorologique de Météo-France la plus proche, « Trois-Épis_sapc », sur la commune de Turckheim à 11 km à vol d'oiseau, est de 9,8 °C et le cumul annuel moyen de précipitations est de 804,5 mm. 
La température maximale relevée sur cette station est de 35,7 °C, atteinte le 7 août 2015 ; la température minimale est de −20 °C, atteinte le 13 janvier 1987,,. 
Les paramètres climatiques de la commune ont été estimés pour le milieu du siècle (2041-2070) selon différents scénarios d'émission de gaz à effet de serre à partir des nouvelles projections climatiques de référence DRIAS-2020. Ils sont consultables sur un site dédié publié par Météo-France en novembre 2022.

## Urbanisme

### Typologie
Au 1er janvier 2024, Lapoutroie est catégorisée commune rurale à habitat dispersé, selon la nouvelle grille communale de densité à sept niveaux définie par l'Insee en 2022.
Elle est située hors unité urbaine. Par ailleurs la commune fait partie de l'aire d'attraction de Colmar, dont elle est une commune de la couronne,. Cette aire, qui regroupe 95 communes, est catégorisée dans les aires de 50 000 à moins de 200 000 habitants,.

### Occupation des sols
L'occupation des sols de la commune, telle qu'elle ressort de la base de données européenne d’occupation biophysique des sols Corine Land Cover (CLC), est marquée par l'importance des forêts et milieux semi-naturels (59,2 % en 2018), une proportion sensiblement équivalente à celle de 1990 (58,9 %). La répartition détaillée en 2018 est la suivante : forêts (59,1 %), prairies (27,8 %), zones agricoles hétérogènes (8,6 %), zones urbanisées (4,5 %), milieux à végétation arbustive et/ou herbacée (0,1 %), espaces ouverts, sans ou avec peu de végétation (0,1 %). L'évolution de l’occupation des sols de la commune et de ses infrastructures peut être observée sur les différentes représentations cartographiques du territoire : la carte de Cassini (XVIIIe siècle), la carte d'état-major (1820-1866) et les cartes ou photos aériennes de l'IGN pour la période actuelle (1950 à aujourd'hui).

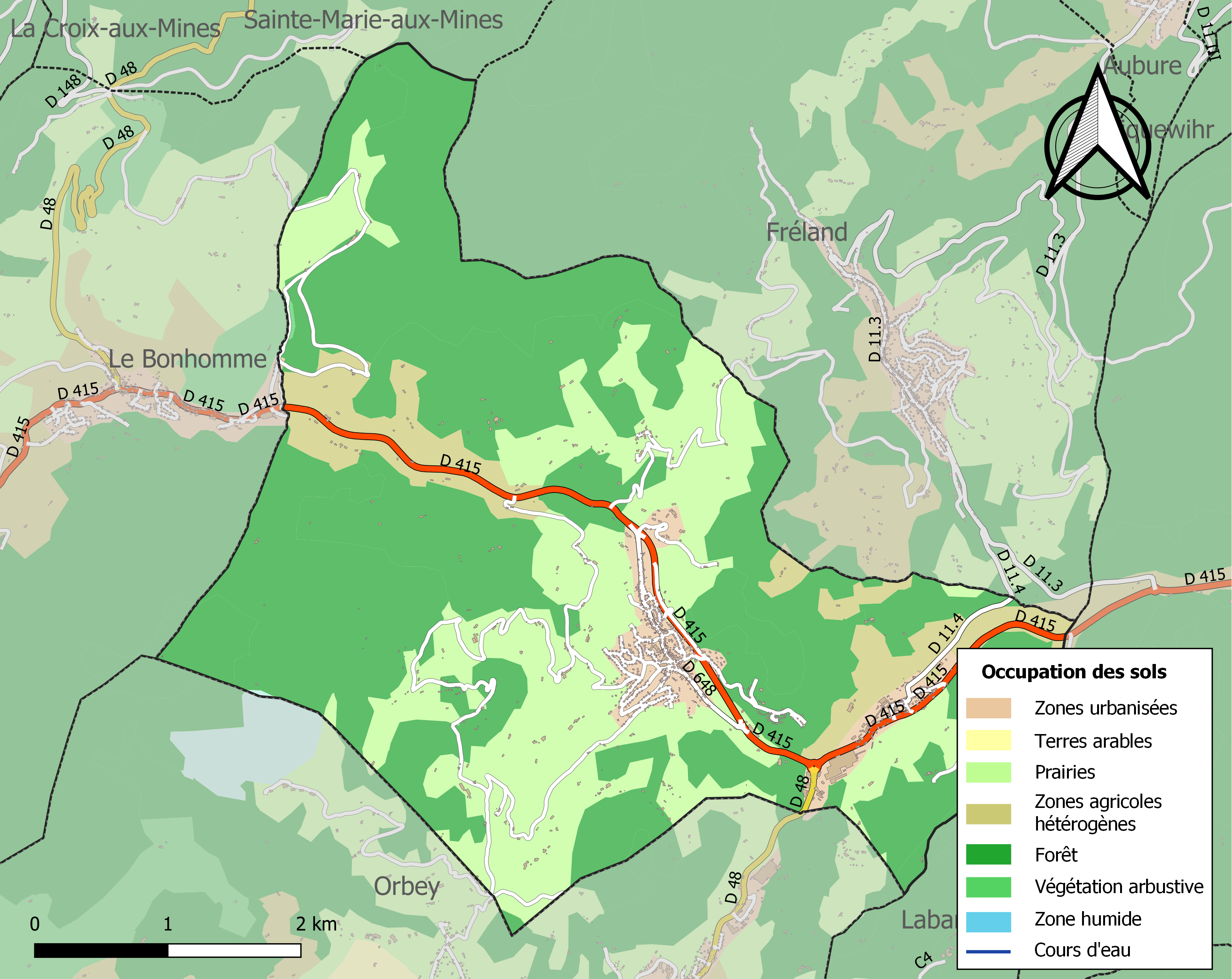
Carte des infrastructures et de l'occupation des sols de la commune en 2018 (CLC).

## Toponymie
Le nom de la localité est mentionné sous les formes ecclesia de Sconerloch en 842 ; Lai Poitraie en 1228 ; Schonerloch en 1320 ; La Putraye et Schönerlach en 1340 ; Sconerlach/Schônerlach en 1441 ; Schönnörlach/Schônnàrlach au XVe siècle ; La Poutroye en 1793 ; Schnierlach au XIXe siècle.
En allemand, Schnierlach.
De l'ancien français poutre (« jument »).

## Économie & Industrie
Lapoutroie est le siège de la société Husson International (mobilier d'aires de jeux, mobilier d'amphithéâtres), 100 p. environ, installée en 1981 (entreprise existant depuis 1920, groupe familial).

## Histoire

### Un ancien lieu druidique
Au centre du canton et sur le territoire de Lapoutroie s'élève le pic dit lo Faudé, que l'on croit avoir été anciennement un lieu consacré aux mystères du culte druidique. Ce qui confirme cette opinion, c'est que le nom qu'il porte signifie dans le patois du pays le faux Dieu. Son sommet est en outre couronné d'immenses rochers, semblables aux autels druidiques, et qu'on y remarque un emplacement appelé Tschénor (chat noir), où l'on a découvert des ossements humains, tristes débris, sans aucun doute, des sanglants sacrifices perpétués dans cet endroit.

### Le canton traversé par une ancienne voie romaine
Le canton de Lapoutroie fut sans nul doute traversé par une antique voie romaine qui prenait naissance au Bonhomme pour s'achever à Fréland, en suivant la direction des montagnes et en passant au-dessus de Ribeaugoutte. Cette voie a une parfaite ressemblance avec celle que l'on peut observer sur la montagne du mont Sainte-Odile. On y a trouvé dans les champs qui l'avoisinent, des armes d'époque et des pièces de monnaie à l'effigie des empereurs romains.

### La première mention du village
En 842, Lapoutroie, connue sous le nom de Sconerloch, fait partie du royaume de Lothaire Ier. Il s'agissait alors d'un village essentiellement de charbonniers. Un acte de l'année 1047 du couvent de Sainte-Croix-en-Plaine fait mention de biens à Sconerloch. Deux ans plus tard, l'abbesse du couvent de Sainte-Croix-en-Plaine, sœur du pape Léon IX, fait construire la première église dans la localité. La première mention du village date de l'année 1090. Il faisait alors partie de la seigneurie de Hohnack et du bailliage du Val d'Orbey, située près de Labaroche et appartenant au comte d'Eguisheim. Lapoutroie devient le centre administratif du bailliage. Le prévôt du val, chargé de rendre la justice y réside. Au XIIe siècle, le village de Lapoutroie est toujours cité sous le nom de Sconerloch, comme le relève un document du couvent de Sainte-Croix fondé par le pape Léon IX.

### La seigneurie du Hohnack
Les Ribeaupierre, dont le siège est Ribeauvillé firent le siège du château du Hohnack, (commune de Labaroche) en 1279 et 1288. Ils s'en emparèrent. La seigneurie a appartenu successivement à la famille d'Eguisheim, aux comtes de Ferrette puis Habsbourg. Les Ribeaupierre étaient les vassaux et rendaient foi et hommage à cette seigneurie.

### Une dépendance des Ribeaupierre
De 1348 à 1536, Lapoutroie  fait partie de la seigneurie de Ribeaupierre et le représentant de la seigneurie habitait dans les lieux, et on y trouvait aussi une prison et un tribunal. Les criminels furent pendus à Hachimette et le gibet se trouvait sur un pré en face de la chapelle. Les habitants payaient d'ailleurs la dîme et autres redevances au couvent Sainte-Croix, dont l'abbesse nommait le curé de la paroisse. Après la disparition du couvent, la dîme passe à la ville de Colmar qui vendit en 1568 ses droits à l'abbaye de Pairis. C'est à Lapoutroie que réside le prévôt représentant les Ribeaupierre pour faire régner la justice.

### Pillage, invasion, guerres privées et famine
En 1298, l'évêque de Strasbourg tente de s'emparer du Val d'Orbey et livre une guerre opiniâtre contre Thibaut de Ferrette. Entre 1347 et 1350, la peste noire décime plus d'un tiers de la population. En 1365 ce sont les grandes compagnies qui ravagent la région faisant de nombreuses victimes.Vers 1385 et 1386 la famine vient s'ajouter aux lots de malheur que connaît la population. Entre 1365 et 1375 la région connait des incursions des troupes de Lorraine qui livrent bataille avec ceux des Ribeaupierre bien décidés à protéger leur pré-carré. Puis ce sont les troupes de la ville de Colmar qui essayent de s'emparer de Lapoutroie, mais les Ribeaupierre parviennent à les contenir et à les mettre hors la loi en 1495.

### La révolte des paysans
À partir de 1493, et à plusieurs reprises, les paysans se révoltent contre les seigneurs qui les accablent d'impôts alors qu'ils sont en situation de précarité. La cherté de la vie et le manque de nourriture provoquent des disettes et parfois des famines. Le lundi de Pâques 1525, les paysans se soulèvent, mobilisant de 30 000 à 40 000 hommes venant de toute l'Alsace sous la conduite d'Érasme Gerber. Ils s'attaquent à l'abbaye de Pairis et s'emparent des villes comme Kaysersberg ou Ribeauvillé. Les seigneurs pris de panique appellent à l'aide le duc de Lorraine qui craignant la contagion en Lorraine va mater la résistance des paysans à Scherwiller où l'on dénombra plus de 6 000 morts. Cependant, les paysans réussissent à conserver leurs droits et coutumes. En 1536, la ville de Colmar conquiert le droit de collation et les biens du couvent de Sainte-Croix-en-Plaine, donne la cour et la dîme en location, puis la vend en 1668 à l'abbaye de Pairis.

### Les ravages de la guerre de Trente Ans
Le village est ravagé pendant la guerre de Trente Ans. Vers 1632, on dénombrait encore 206 habitants, en 1635 la population tombe à 256 ménages puis en 1681, il ne restait plus que 36 occupants et 30 maisons. En 1648 il ne reste que 96 foyers, soit une chute vertigineuse de 66 %. Les Suédois ou les « houèbes » comme on les appelle dans la région, sèment la mort, la désolation et la ruine sur leur passage. À Hachimette, le hameau de Lapoutroie, il ne restait plus que  10 habitants et 8 maisons, à la Goutte 9 habitants et 5 maisons et à Ribeaugoutte 27 habitants répartis dans 22 maisons. La même année, le hameau de Ribeaugoutte fut pratiquement décimé par un incendie qui emporta 18 maisons.

### Le repeuplement de la région
La guerre de Trente Ans terminé, Louis XIV fait circuler en Lorraine des émissaires appelant des volontaires à venir repeupler la région décimée par les hordes suédoises. C'est de Remiremont que viennent en majorité les volontaires. D'autres personnes venant du Tyrol, alléchées sans doute par la promesse de terres et de fermes données gratuitement répondent à l'appel. À partir de 1700, la région recommence à se repeupler. On compte déjà de 600 à 700 âmes qui se fixent définitivement à Lapoutroie. On retrouve des patronymes déjà installés en Lorraine comme les Ancel, Baradel, Collin, Didierjean, Dodin, Mathieu, Marco, Batot, Lamaze, Blaise, Mathis, Flayeyx, Haxaire, Finance, Fréchard, Martin, Miclo, Vilmain, etc. De Tyrol et de Thuringe arrivent des familles entières pour repeupler la commune : les noms de famille sont essentiellement les Firer, Trischler, Lantz, Kerle, Wittchker et Witwehr.

### Le village sous la domination française
Après les traités de Westphalie en 1648, les seigneurs du Hohnack, initialement vassaux de Habsbourg, sont placés sous la suzeraineté du roi de France. Lapoutroie devient le chef-lieu du canton en 1796.

### Un gigantesque incendie
Le 2 septembre 1750, un violent orage s'abat sur le village. La foudre met le feu sur une maison proche de l'église. La maison en feu communique à plusieurs autres maisons dont l'église qui est réduite en cendres. La sacristie et le chœur, ainsi que les autels latéraux protégés par leurs voûtes sont épargnés par le feu. Pas moins de 22 maisons et deux granges partent en fumée. Pour secourir les sinistrés, l'évêque de Bâle organisa une quête en faveur des mêmes. L'intendant de Strasbourg demanda le 9 février 1751 aux baillis et magistrats des villes et communes de Kientzheim, Ammerschwihr, Sigolsheim et Munster de faire couper 500 troncs de chêne et 1 050 troncs de sapins qui furent répartis aux sinistrés de Lapoutroie par le bailli Fuchs de Ribeauvillé. Ils servirent à reconstruire l'église, les maisons et les autres bâtiments du village. Le conseil de fabrique fit don de 3 000 livres, ce qui permet de restaurer la nef de l'église. L'abbaye de Pairis est contrainte, en vertu d'une condamnation, de faire rebâtir à ses frais le chœur. Grâce à toutes ces interventions, l'église fut consacrée le 13 juin 1760 par Joseph Guillaume de Rinck, prince-évêque de Bâle.

### L'école auxXVIIeetXVIIIesiècles
La communauté de Lapoutroie semble disposer d'écoles dès la fin du XVIIe siècle. Le plus souvent il s'agissait de bâtiments ordinaires plus ou moins aménagés pour un usage scolaire. À la fin du XVIIe siècle il est envisagé la construction d'une nouvelle école plus spécieuses répondant pour recevoir le nombre toujours plus important d'élèves. Le décret du bailli de Lichtenberg du 20 avril 1773 organise la vie scolaire dans la seigneurie des Ribeaupierre. Il rend l'école obligatoire dès l'âge de sept ans jusqu'à ce que les élèves sachent lire et écrire. Les parents sont tenus d'envoyer leur progéniture à l'école sous peine de quatre sols par semaine d'amende. Le produit de ces amendes est destiné à être distribué en récompense aux élèves studieux. Le même décret punit les parents ou les maîtres dont les enfants n'assistent pas régulièrement à l'enseignement religieux (jusqu'à 14 ans en général) d'une amende de deux sols chaque fois. Le maître doit enseigner aux enfants la lecture, l'écriture, le plain-chant, le catéchisme. Il doit apprendre aux enfants à lire le français et le latin afin qu'il puisse participer à réciter des prières en latin. En 1690 une ordonnance stipule que le maître d'école s'engage à ne pas boire d'alcool et à ne pas fréquenter les cabarets. Il a aussi le devoir de corriger les élèves quand ceux-ci le méritent. L'instituteur a également des fonctions plus proches de celles d'un sacristain : il doit assister à toutes les processions ainsi qu'à tous les offices. Il est chantre et doit assister de bonne heure à l'église et aider les autres chantres et les servants de messe. Il doit aider le marguillier et régler l'horloge de l'église. Il doit aussi assurer le blanchissage des linges de l'église et peut être amener à fabriquer des cierges, des hosties, etc. Le maître d'école touche des indemnités diverses pour les différentes tâches exercées dans le cadre de son activité. Il touche en outre un droit d'écolage qui se monte à 6 rappes par enfant et par semaine en 1709. À Lapoutroie en 1750, chaque élève doit payer 1 sol et 4 deniers. Pendant l'hiver, de la Saint-Martin (11 novembre) à Pâques, chaque élève doit apporter une bûche de bois pour le chauffage de l'école. Les élèves qui ne le font pas doivent payer au maître 12 sols. Ce droit d'écolage représente une somme importante pour le maître d'école. Le maître d'école touche six cordes de bois. Il peut garder trois cordes et toucher le reste en argent. Il est le plus souvent logé par la communauté. Son logement comporte généralement un poêle avec un jardin, une cuisine, deux chambres, une cave d'un emplacement pour l'écurie pour y loger les vaches, de la place pour le foin et le bois de chauffage. La communauté a le pouvoir de révoquer le maître. Le 15 octobre 1702, la communauté de Lapoutroie révoque Dominique Menetrez. Souvent des excès sont commis par la communauté sans rapport avec la valeur pédagogique. C'est pour remédier à ces excès que l'intendant d'Alsace Louis Guillaume de Blair promulgue[Quoi ?] par ordonnance le 6 octobre 1774, lue et publiée à l'issue de la messe paroissiale le 30 octobre. L'intendant ordonne que les prévôts, bourgmestres et préposés des communautés remettent au bailli du département, tous les actes concernant les accords ou engagement des maîtres. Il est désormais interdit de congédier les instituteurs sans y avoir été autorisé par l'intendant.

### La Révolution
En 1732, le village compte 876 habitants. Vers 1780, les tensions s'aggravent dans les campagnes. L'impôt royal devient de plus en plus lourd et double même entre 1770 et 1789. Le mécontentement grandit. Les paysans forment des bandes, attaquent et pillent les couvents. L'annonce de la prise de la Bastille déclenche de véritables émeutes. La Révolution est accueillie avec soulagement par la population. Dans les mois qui suivent, l'Assemblée constituante procède à de profondes transformations. L'Alsace est divisée en deux départements, le Haut-Rhin et le Bas-Rhin, sept districts dont celui de Colmar et 58 cantons dont celui de Kaysersberg auquel appartient Lapoutroie. Le Conseil souverain est supprimé, les corporations et corps de métiers abolis, les biens de l'église sont nationalisés et vendus aux enchères, les paysans sont délivrés des charges seigneuriales et de la dîme. Lapoutroie devient chef-lieu du canton en 1796.

### L'industrialisation
Avec le développement de l'industrie en 1850, des industries voient le jour dans la commune. Une filature de coton, deux fabriques de cretonne, quatre moulins, une brasserie, deux huileries et deux scieries sont installés. La population passe alors à 3 206 habitants.

### En 1851, les notables fuient la fureur des paysans
En 1851, lors de l'émission des billets du lingot d'or, quelques habitants notables de Lapoutroie, constatant la fureur avec laquelle les paysans de la localité accaparèrent les billets, résolurent d'essayer de faire rester dans la localité les pièces d'un franc que le public jetait dans le gouffre ; ils organisèrent une loterie au profit des pauvres ; l'un d'eux avança l'argent nécessaire pour acheter des lots. Leur opération laissa un bénéfice de plus de 500 francs, qui firent le premier fond d'un bureau de bienfaisance, dont la création fut sollicitée et autorisée.

### La guerre de 1870
Le 19 juillet 1870, la France déclare la guerre à l'Allemagne. Mal préparée, mal commandée, l'armée française ne fera pas le poids face aux troupes prussiennes. Le 4 août, les régiments français sont battus à Wissembourg, le 28 Strasbourg capitule. L'armée française est vaincue à Sedan le 2 septembre. Le 4 octobre est proclamée la fin de l'Empire et l'avènement de la République. L'Alsace et la Moselle sont purement et simplement annexées le 10 mai 1871. En juin 1871, le territoire est proclamé pays d'Empire (Reichsland). Le village est baptisé  Schnierlach. Jusqu'en 1900, le français est toléré comme droit local. En 1872, le service militaire devient obligatoire ; un certain nombre de personnes quittent alors Lapoutroie pour y échapper en s'installant dans les Vosges ou d'autres régions françaises.

### La Première Guerre mondiale
Le 31 juillet 1914, le Reichsland est déclaré en état de danger. Tout fonctionnement de la vie courante est soumis à autorisation. Le lendemain 1er août l'ordre de mobilisation est décrété. Le lundi 3 août, l'Allemagne déclare la guerre à la France. Le 15 août l'artillerie française bombarde le col du Bonhomme, l'église et une vingtaine de maisons sont brûlées. Le 16 août, les troupes françaises, bousculant les troupes bavaroises font leur entrée à Lapoutroie où la population leur réserve un accueil délirant. Lapoutroie est momentanément redevenue française. Le 2 septembre, l'armée allemande composée de régiments bavarois contre-attaque et s'empare à nouveau de Lapoutroie. Les chasseurs alpins français se replient à la tête des Faux. Dans la région, Le Linge et la tête des faux contrôlent le passage du col des Bagenelles et celui du Bonhomme qui seront âprement disputés. Le soir du 15 juillet 1915, la tour du Faudé criblée d'éclats d'obus s'écroule. Les tirs de l'artillerie française menacent toute la région. Le 22 juillet 1916, un bombardement de la gare d'Hachimette fait plusieurs morts. 23 civils seront tués pendant la guerre, parmi lesquels des enfants. Au cours des combats la commune sert de base aux troupes allemandes qui combattent à la Tête-des-Faux. Peu à peu, à partir de 1915, le front des Vosges sera plus calme et le restera jusqu'en 1918. Le 17 novembre 1918, les troupes françaises font leur entrée officielle à Lapoutroie que les Allemands avaient déserté quelques jours plus tôt. Le 11 novembre 1918, l'armistice met fin à la guerre et l'Alsace et la Moselle redeviennent françaises. L'économie se met péniblement en marche.
La commune a été décorée le 17 mars 1922 de la croix de guerre 1914-1918.

### La Seconde Guerre mondiale
La mobilisation générale est décidée le 22 août 1939. Tous les mobilisés rejoignent leurs unités sans incidents. L'armée française réquisitionne six véhicules motorisés et une vingtaine de chevaux. Contrairement à de nombreux villages alsaciens, Lapoutroie n'a pas été évacué et a même servi de village d'accueil à de nombreux réfugiés. Les premières patrouilles allemandes arrivent à Lapoutroie le 18 juin 1940 vers 21 heures suivies progressivement par des troupes plus importantes. Quelques escarmouches, destinées à retarder l'avance des troupes ennemies sont à signaler aux abords du village. Les autorités allemandes décident de rattacher l'Alsace au Reich, en l'incorporant au Pays de Bade. Dès le 18 juin 1940, l'administration allemande se met en place sous l'autorité du Gauleiter Wagner : les poteaux frontières sont repoussées sur les anciennes limites de 1871, les préfets et sous-préfets ainsi que les évêques de Metz et de Strasbourg sont expulsés. Vers la fin de l'été 1940, la seconde phase entre en application avec l'arrivée en Alsace de nombreux fonctionnaires allemands qui remplacent petit à petit les français. Tous les noms français sont germanisés et tout ce qui peut rappeler la France est interdit. Les noms inscrits sur les monuments aux morts sont effacés. Le 16 décembre 1940, 108 personnes de Lapoutroie seront expulsées, les Allemands leur reprochant essentiellement leur ascendance française. Après avoir été rassemblés à Cernay elles prendront le chemin du sud-ouest. À partir de 1942, 87 noms à consonance françaises seront germanisés. Ainsi Petitdemange devient Pettmunsch, Claudepierre devient Cladpeter, Pierrevelcin se transforme en Peterwelz. Le 24 août 1942, une ordonnance décide l'incorporation de force dans la Wehrmacht des jeunes alsaciens nés en 1922. Jusqu'à la fin de la guerre, 132 jeunes de Lapoutroie seront incorporés de force et partiront sur le front russe ou italien. Quarante d'entre eux se dérobent au moment de leur incorporation ou à l'occasion d'une permission. Cinquante Lapoutroyens seront tués ou portés disparus dans l'armée allemande, auxquels il faut ajouter quatre tués en 1940 dans l'armée française et trois en camp de concentration.

### La Libération
Le 24 novembre 1944, les premières patrouilles du 141e RIUS atteignent le col du Bonhomme. Le 25 novembre, le 3e bataillon de 142e RIUS libère Sainte-Marie-aux-Mines à la surprise générale, non en avoir subi de lourdes pertes. Dès lors, entreprenant un mouvement nord-sud, le 3e bataillon arrive au col des Bagenelles le 27 novembre et occupe les positions du Brézouard. Le 28 novembre, le même bataillon atteint le Haïcot et les hauteurs de Faurupt. À Lapoutroie, depuis plusieurs jours, des signes avant coureurs ne trompent personne. Chaque jour, de longs convois, harcelés par l'aviation alliée, redescendent la vallée en direction de l'Allemagne. Les bombardements d'artillerie se rapprochent. Le 5 décembre, Fréland est libéré par le 141e RIUS. Le soir même la compagnie L occupe les hauteurs de Lapoutroie. Des patrouilles des compagnies K et L sont envoyées à Lapoutroie sans rencontrer de résistance. Le matin, une contre-attaque allemande à l'entrée du village fait un tué américain ainsi que plusieurs prisonniers. Finalement la commune est libérée. Le 15 décembre 1944 par le 6e corps d'armée américain  du général Devers et les troupes alliées  de la première armée française commandée par le général de Lattre de Tassigny venant de l'ouest.

### Les sites et monuments commémoratifs
- Les monuments commémoratifs[29],[30].

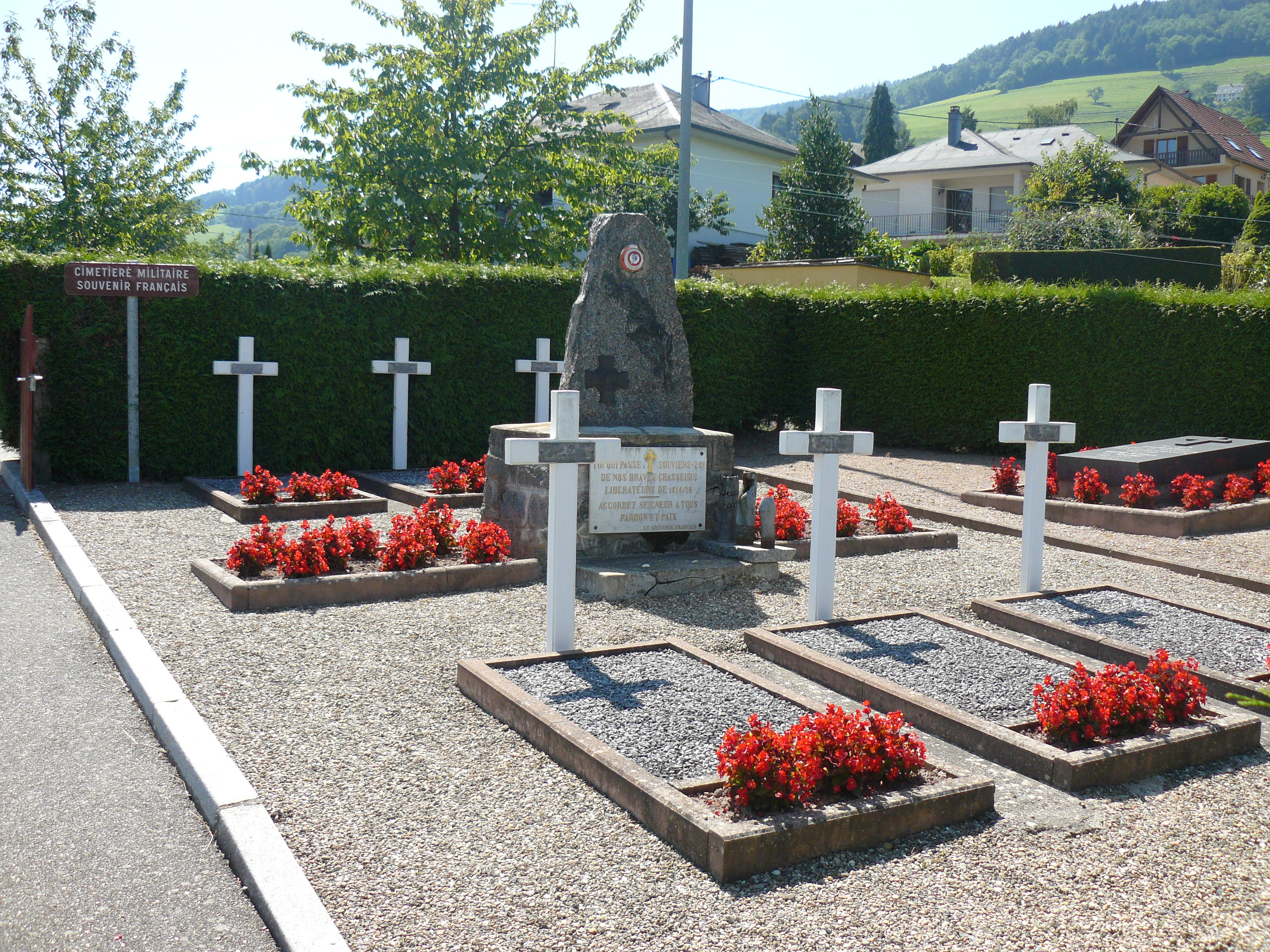
Le cimetière militaire de Lapoutroie.

  - Monument aux Morts place du Général De Gaulle,
  - Monument commémoratif de la 5e D.B. sur le parvis de l'église de Hachimette,
  - Stèle commémorative des Malgré-Nous au carré militaire[31],
  - Stèle commémorative AFN - Indochine au carré militaire,
  - Monument commémoratif des chasseurs dans le carré militaire, du cimetière communal,
  - Carré militaire au cimetière communal,
  - Le cimetière militaire.

### Le patois des habitants
Le patois des habitants de la vallée, le welche, rappelle le vieux celte. Il diffère en beaucoup de points du patois lorrain, ainsi que des patois des environs de Belfort, de Schirmeck, du val de Lièpvre ou du Ban de la Roche. Quoique mélangé de mots germaniques et latins, corrigé aujourd'hui par le français moderne, il possède encore de nombreuses racines celtiques et se rapproche du langage parlé par les héritiers bretons des Kimris,.

### Héraldique
| Blason de {{{commune}}} | Blason  | Les armes de Lapoutroie se blasonnent ainsi : « D'azur au pont d'or à trois arches maçonné de sable sommé d'une oie d'argent becquée et membrée d'or. » |
| Blason de {{{commune}}} | Détails | Armes parlantes (Un pont pour une poutre, traversée par une oie ).                                                                                      |

Depuis 250 ans, Lapoutroie possède des armoiries représentant un pont en or sur lequel se tient une oie argentée avec bec et pattes en or. Cet emblème rappellerait le nom de la cité, « poutre-oie » ou l'oie sur la poutre. Les noms allemands, Sconerloch, Schoenerlach, Schnierlach, rappellent les temps où à l'endroit du village se trouvaient d'énormes aulnes.

## Lieux et monuments

### Église Sainte-Odile
Lapoutroie comportait au moins quatre églises au cours des siècles. La première a été construite au IXe siècle. C'est la sœur du pape Léon IX, Odile, la première abbesse du couvent de Woffenheim (Sainte-Croix-en-Plaine) qui l'a fait construire probablement pour répondre aux besoins des habitants de la cour colongère. En 1349, le premier curé recensé de Lapoutroie, Jean de Ruti, prend ses fonctions qu'il occupera jusqu'en 1373. Son successeur, Jodocus Scriptor, curé de 1329 à 1460 était un ami du grand prédicateur Geiler de Kaysersberg. Cette première église devenue trop petite a été remplacée en 1502 par une nouvelle construction. Pour financer la nouvelle construction, Guillaume Ier et sa femme Jeanne de Neuenbourg  de la maison des Ribeaupierre vont se montrer très généreux en réunissant la somme nécessaire à l'aménagement intérieure de l'église. Guillaume Ier ordonne en outre au curé Jean Kreutzer de faire des quêtes pour réunir les sommes nécessaires à l'aménagement intérieure de l'église. Cette deuxième église existera jusqu'en 1750. Tous les matériaux ont été livrés gratuitement sur place par les paroissiens. Le 2 septembre 1750 un terrible incendie ravage une partie du village ainsi que l'église. Les trois grandes cloches ont été fondues par la chaleur. La voûte du chœur a été totalement minée en plusieurs endroits. 23 maisons maisons du village et trois granges ont également été anéanties par le feu. Une fois de plus, la reconstruction de l'église s'avérait nécessaire. Cela va occasionner un conflit entre la commune et l'abbaye de Pairis. L'église de Lapoutroie dépendait d'une cour colongère, il était donc normal qu'elle soit entretenue par le collateur de la dîme, c'est-à-dire la ville de Colmar et l'abbaye de Pairis, successeur légal de droits de la cour colongère. Pairis possédait un tiers de la dîme du ban de la commune. La grande dîme était partagée en plusieurs parts, le prince de Birkenfeld percevant les redevances en tant que successeur de la famille des Ribeaupierre. De nouvelles transformations ont lieu en 1813, puis en 1893 le projet de construction de l'église actuelle est envisagé créant un conflit entre le conseil municipal et les autorités paroissiales. La commune préconisait une simple réparation alors que d'autres demandaient la construction d'une nouvelle église. C'est la deuxième solution qui sera finalement retenue grâce à la ténacité du curé Rhein et de son vicaire l'abbé Prince. Un terrain de 51 ares, 46 centiares appartenant à la famille Jean-Baptiste Petitdemange est acheté en 1909. Le 14 avril 1911, le gouvernement approuve l'emprunt de 12 000 marks voté par le conseil de fabrique de l'église. Le 15 juin 1911, la première pierre est posée. La nouvelle église achevée est consacrée le 3 octobre 1912, par l'évêque auxiliaire de Strasbourg Franz Zorn von Bulach. Les frais de construction s'élevaient à 280 000 marks. Pendant la guerre 1914-1918, l'église subit plusieurs dommages. Elle fut atteinte par une dizaine d'obus dont l'un détruisit la voûte du chœur. La statue de sainte Odile resta intacte.
Des travaux de restauration sont par ailleurs programmés en 2016 avec le soutien de la Fondation du patrimoine.

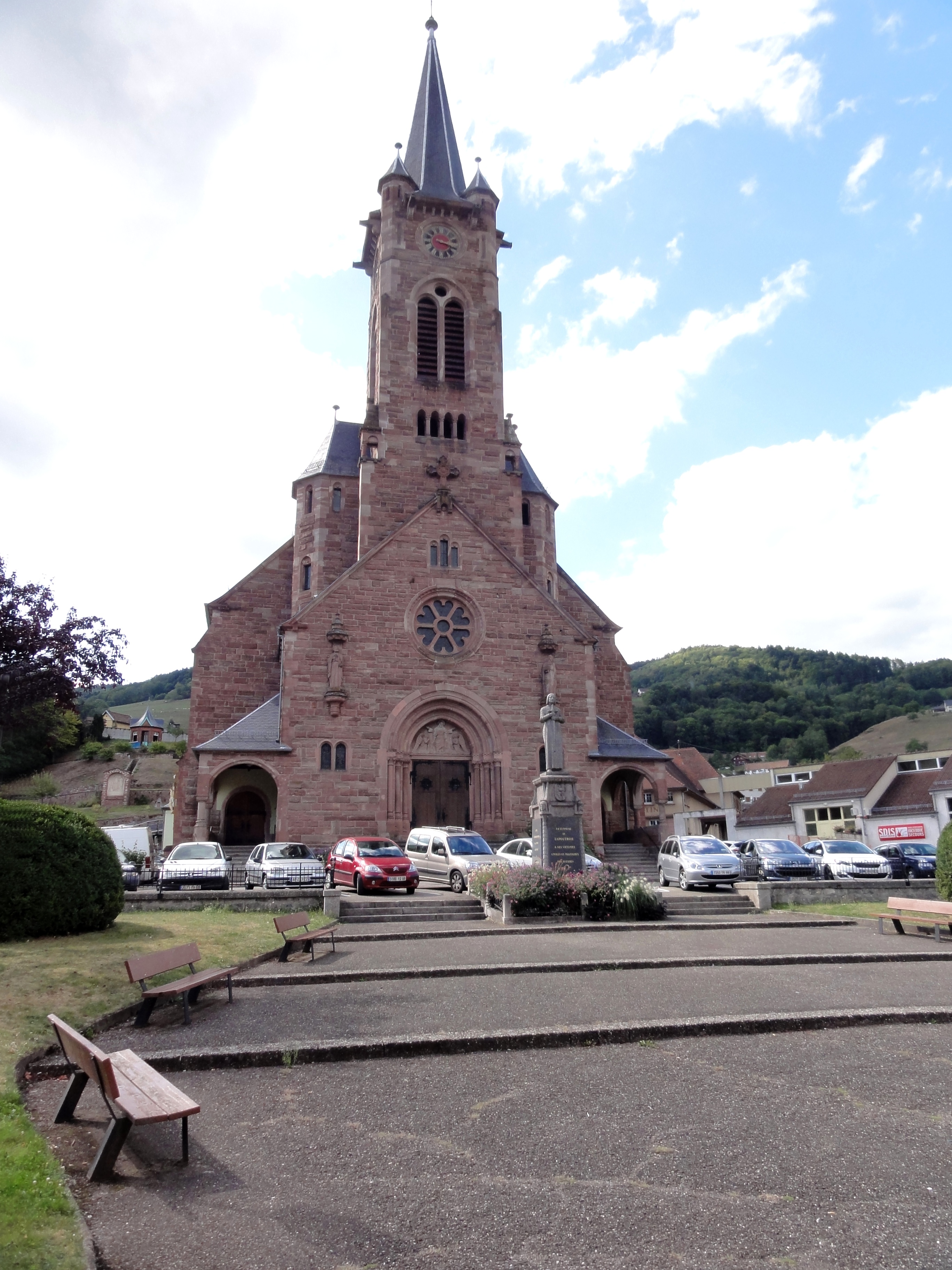
Église Sainte-Odile.
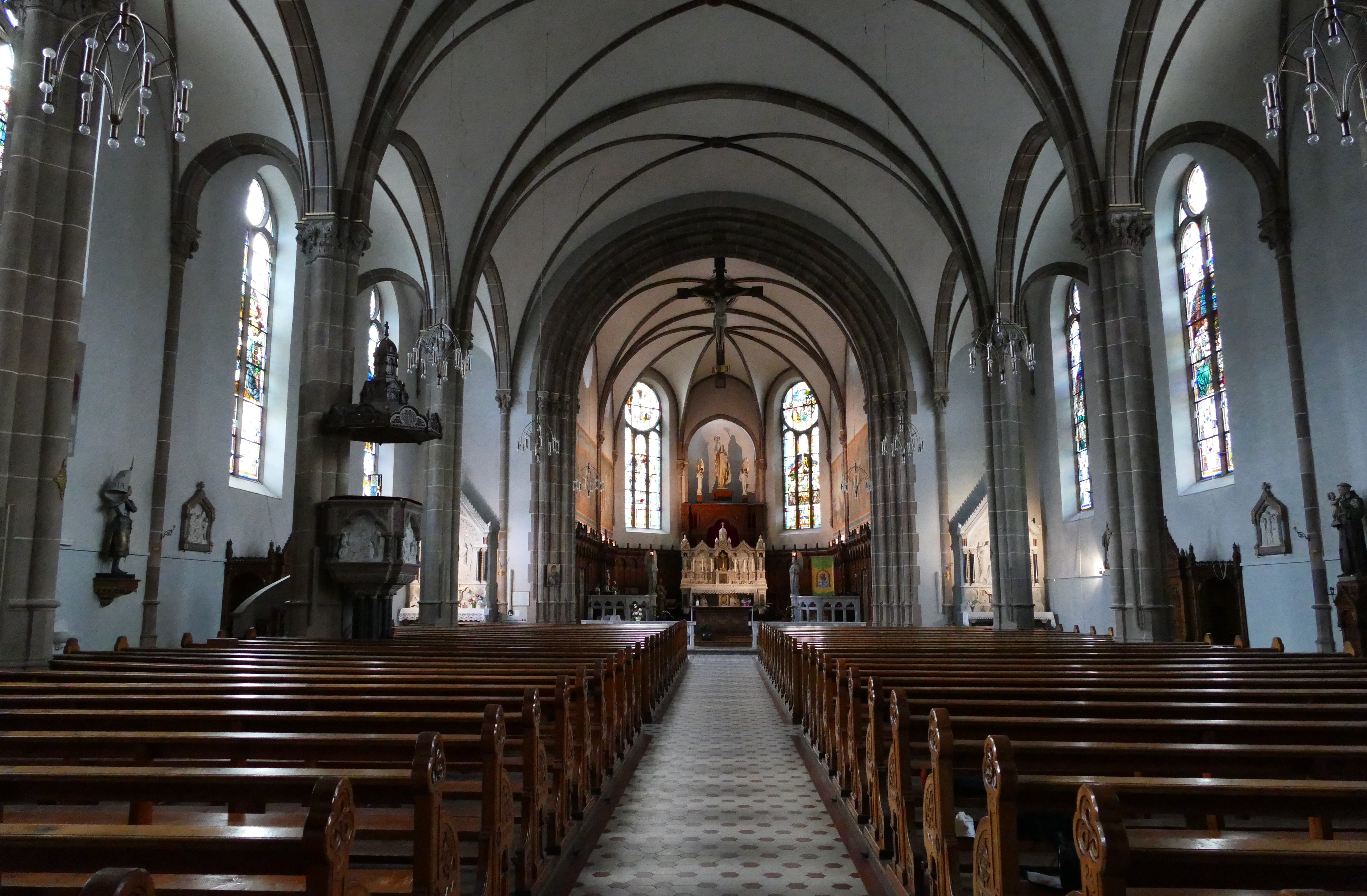
Vue intérieure de la nef vers le chœur.
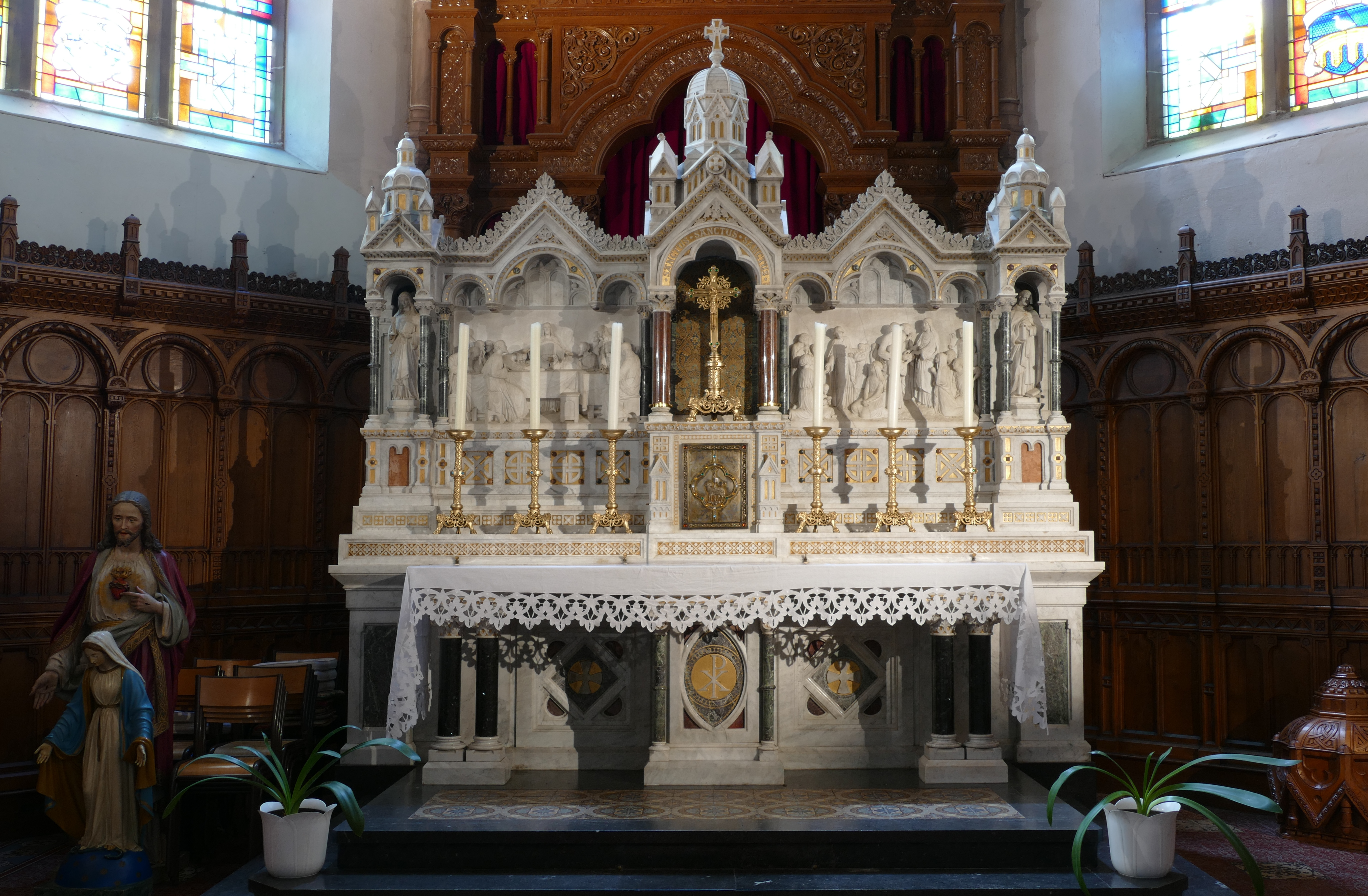
Maître-autel (XXe).
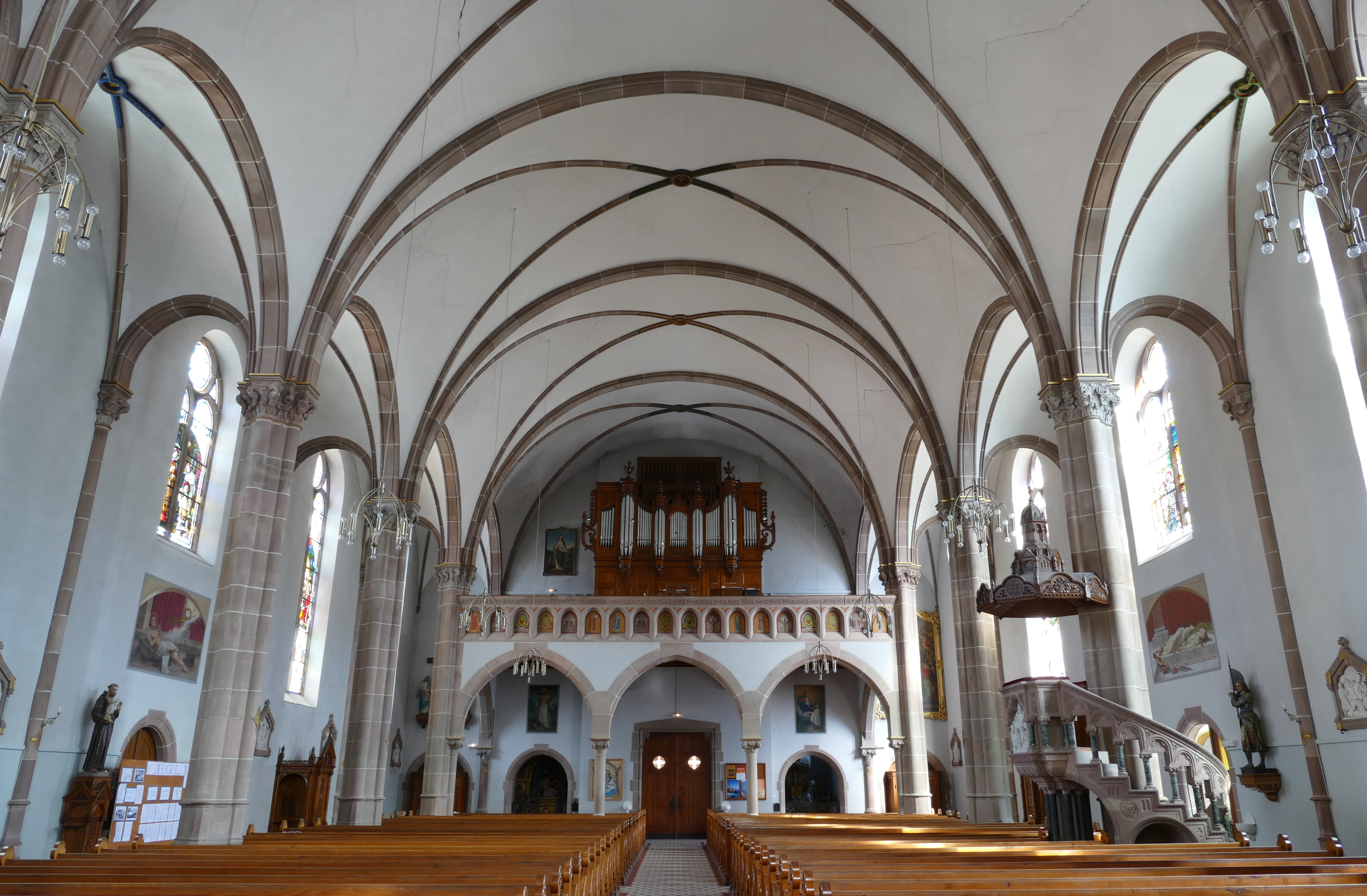
Vue intérieure de la nef vers la tribune d'orgue.
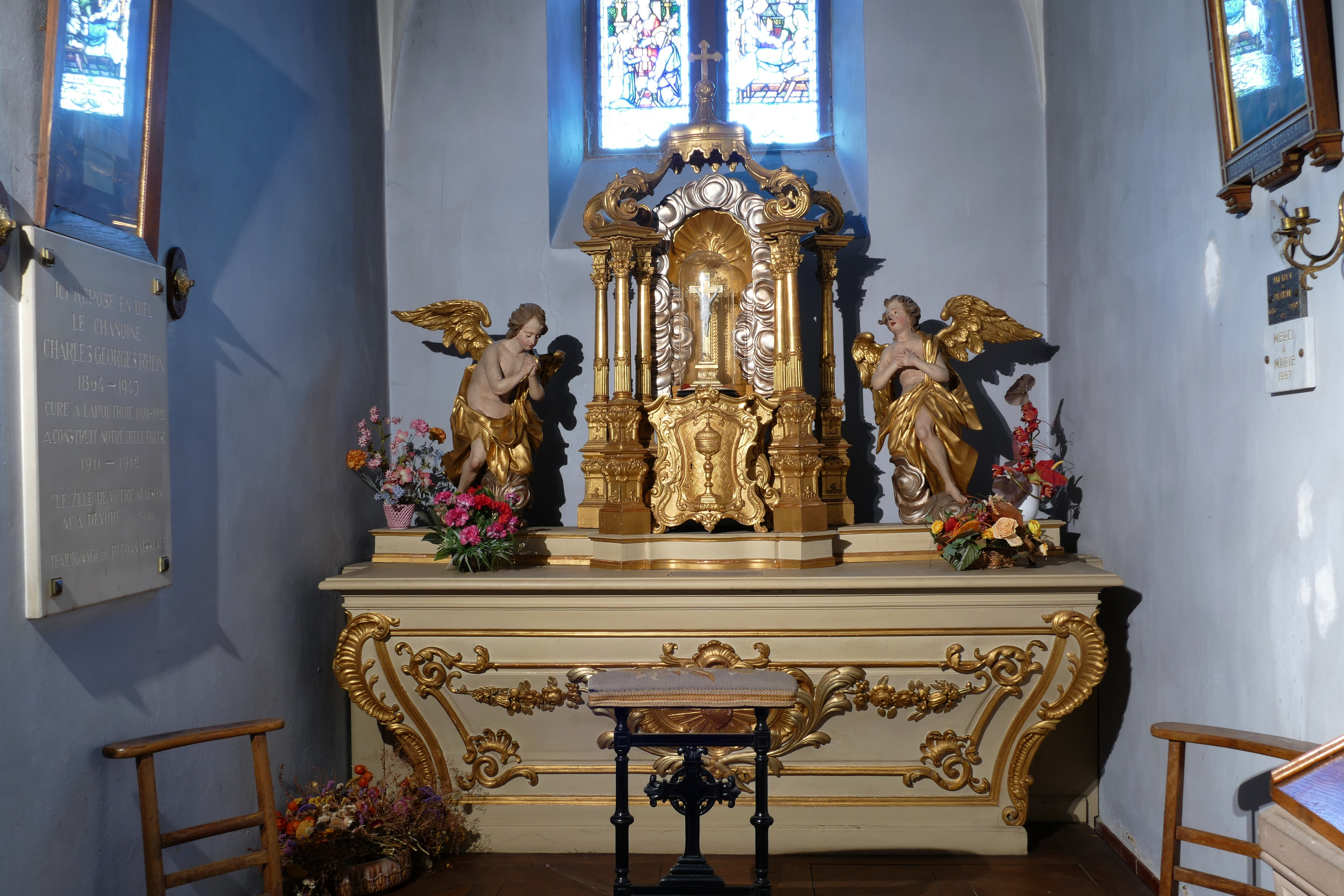
Autel du XVIIIe provenant de l'abbaye de Pairis.

### Orgues
- L'orgue de l'église Sainte-Richarde de Hachimette[38],[39],[40],[37].
- L'orgue de Sainte-Odile[41],[42].

### Chapelle Saint-Laurent
La chapelle Saint-Laurent est inaugurée par le curé Jean-Baptiste Coudre. La chapelle se trouve à Ribeaugoutte.

### Musée des eaux-de-vie

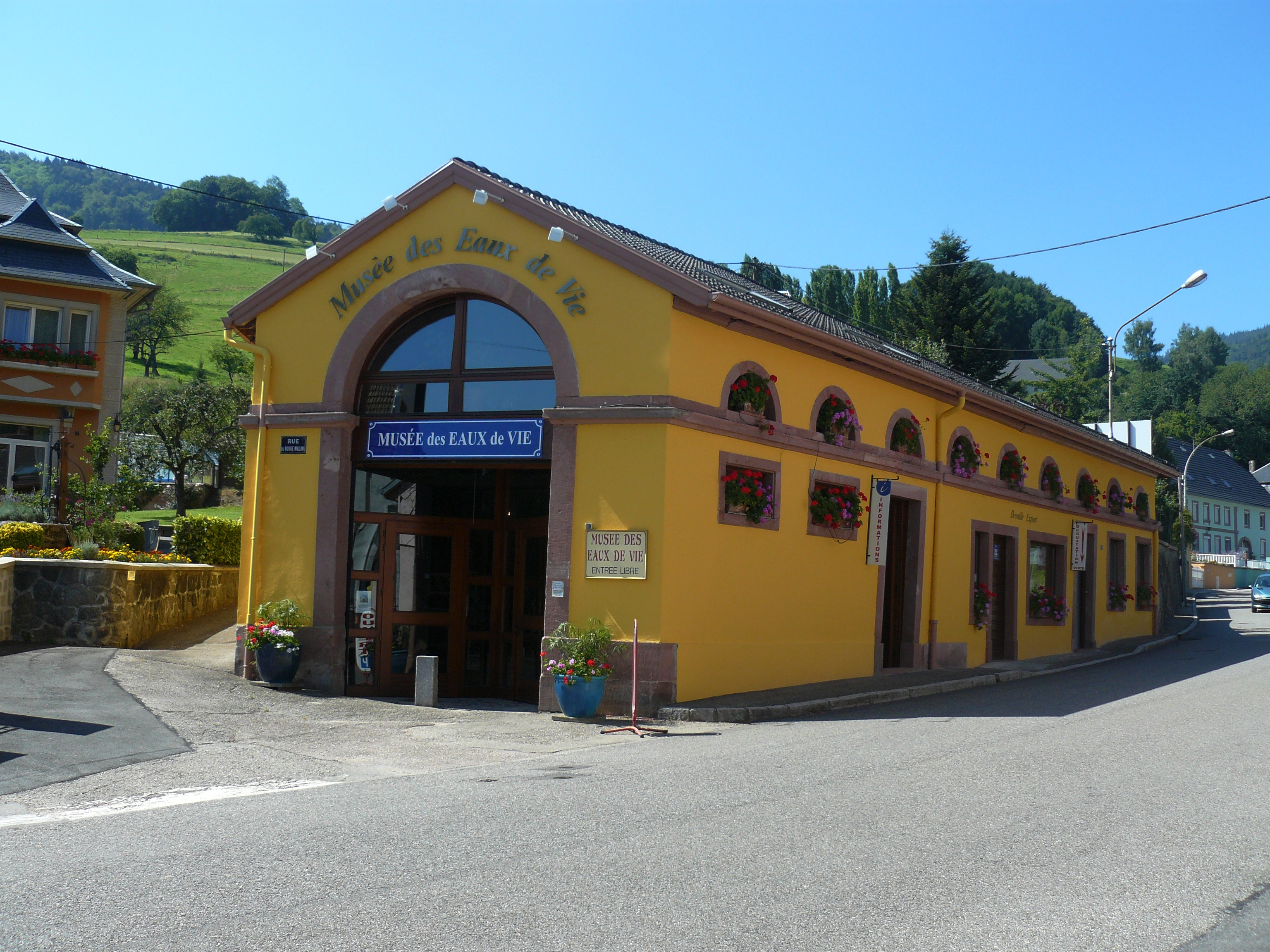
Musée des eaux-de-vie.

C'est dans un ancien relais de poste du XIXe siècle que René et Monette de Miscault ont créé le musée des eaux-de-Vie et des liqueurs. Dans ce bâtiment aujourd’hui rénové, on trouve une importante collection d'absinthe et d'anisés, des anciennes affiches publicitaires, alambics, alcoomètres, filtres, fûts, moules à bouteilles, bonbonnes de verre que l'on peut visiter librement. On y propose la dégustation et la vente d'eaux-de-vie et liqueurs produites dans la distillerie de Fougerolles. Une nouveauté depuis peu, la vente de fromage de munster et de choucroute de Lapoutroie à emporter sous emballages sous vide.

### Le Faudé

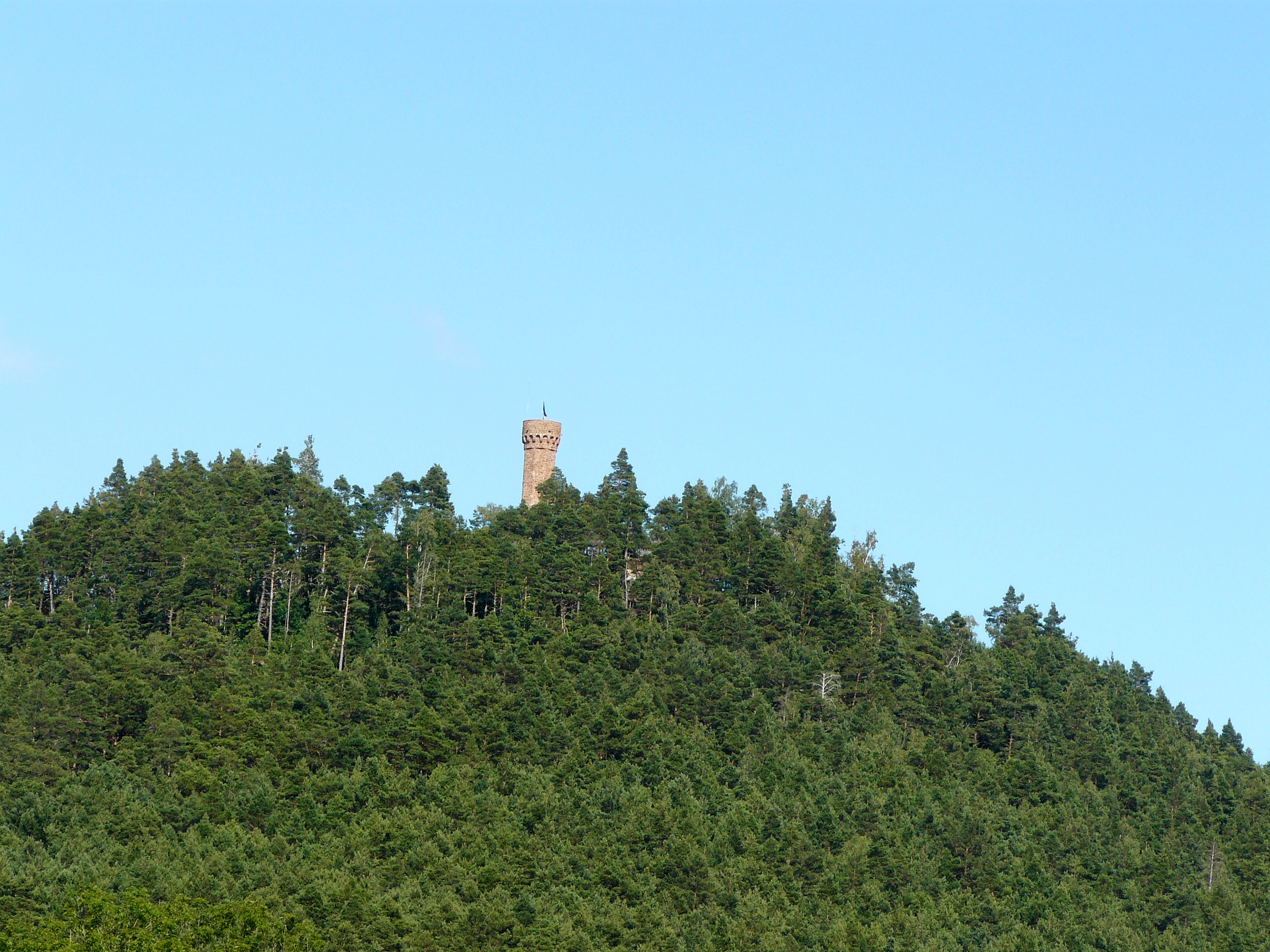
La tour du Faudé vue depuis Lapoutroie.

Après la traversée du hameau de Hachimette, la route qui depuis Kaysersberg mène en pays welche s'ouvre en i grec, vers Orbey d'une part et Lapoutroie de l'autre, lorsqu'elle vient buter contre le massif du Faudé qui sépare les deux vallées. Le Faudé où abondaient jadis des blocs roses farcis de cailloux diaprés que les géologues appellent « poudingues », a comme la plupart des montagnes gréseuses, la réputation d'avoir servi de cadre aux sacrifices sanglants des cultes celtiques. La tradition rapporte qu'en creusant sur son éperon du Faudé, le Tchénor, qui pourrait signifier « charniers », alors qu'il a été traduit simplement en « chat noir », de nombreux squelettes auraient jadis été trouvés. En effectuant en 1879 des fouilles dans ce massif, à un emplacement qui n'a n'a pu être situé exactement, une équipe de chercheurs aurait mis au jour des ossements humains et une idole gallo-romaine qui pourrait être le faux-Dieu auquel la montagne doit son nom. L'abbé Humbrecht, vicaire à Orbey, qui a signalé ces découvertes, a proposé alors l'érection d'une grande croix témoignant que le Faudé est maintenant et pour toujours terre chrétienne. En 1889, la section de Kaysersberg-Lapoutroie du club vosgien devait entreprendre au sommet du Faudé, à 773 mètres d'altitude, la construction d'une tour d'observation. L'initiative en revient à deux militants de Lapoutroie, le juge Taron, fonctionnaire allemand, et maître Noël, français des Vosges, resté malgré l'annexion en 1871 à Lapoutroie où il exerça durant 32 ans (1860-1893) la charge de notaire. Inauguration a lieu le 11 octobre 1891 en présence des notabilités du canton de délégations de clubs vosgiens de Colmar-Lac Blanc, de Ribeauvillé, de Sainte-Marie-aux-Mines, Munster, Sélestat et Strasbourg.

### Chemin des Romains
Le canton de Lapoutroie est traversé par une voie romaine, qui prend naissance au Bonhomme et qui expire à Fréland, en suivant la direction des montagnes et en passant au-dessus de Ribeaugoutte. Cette voie a une parfaite ressemblance avec celle que l'on vit sur la montagne de Sainte Odile. On a trouvé dans les champs qui l'avoisinent des armes antiques et des monnaies à l'effigie des empereurs romains. En l'an 58 avant Jésus-Christ, les légions de Jules César occupaient la plaine d'Alsace et mettait en place un réseau de communication très dense. La voie du Bonhomme sera l'un des axes de franchissement des Vosges les plus fréquentés. Les chariots se hissaient lentement à l'assaut du col en s'agrippant aux dalles rainurées de la chaussée. Cette vieille route pénétrait en Alsace par le col du Bonhomme. Elle venait de Sainte-Marguerite, près de Saint-Dié, et passait par Tullum Leucorum (Toul) Scarpone (= Dieulouard), Saint-Dié, Sainte-Marguerite et Scarupt (= Fraize). Elle passait ensuite à la Chapelle où étaient installés des forgerons et descendait au Bonhomme. À partir de là, la voie longeait la Béhine, passait par le Grand-Trait et arrivait au Coq Hardi. De là elle se séparait en deux. Le premier tracé continuait à longer la Béhine passant à Froide-Fontaine, Hambostures et Lapoutroie. Elle dominait de peu le cours de la rivière contournait le lac, marais de Hachimette puis descendait sur la rive gauche de la Weiss.

### Tête des Faux
Le champ de bataille de la Tête-des-Faux (sommet de la tête des Faux, avec ses ouvrages fortifiés, Roche du Corbeau, avec ses abris et ses ouvrages, ainsi que l'ancienne station de funiculaire) fait l'objet d'un classement au titre des monuments historiques depuis 1932.

### Étang du Devin
L'étang du Devin se trouve dans le dernier repli du lieu-dit des Mérelles, à quelque 1 000 mètres d'altitude sur le banc de Lapoutroie. Il se présente comme un cirque dominé par les hautes parois de la Tête des Faux. L'endroit très riche en diverses variétés florales, d'espèces rares a été classé "site protégé". Le mot étang du Devin proviendrait de Hexenweier qui est le nom du propriétaire. Il pourrait s'agir de Colin, le Devin qui en 1441 possédait également des biens à Markirch. Le document reste cependant introuvable. Le mot Devin était encore répandu en 1599 au Bonhomme. En 1702 on donne à ce lieu le nom d'étang du Devin ou Crimmelins. Sur les plans napoléoniens  de 1832, on l'appellera étang Divin.

### Hameau de Hachimette

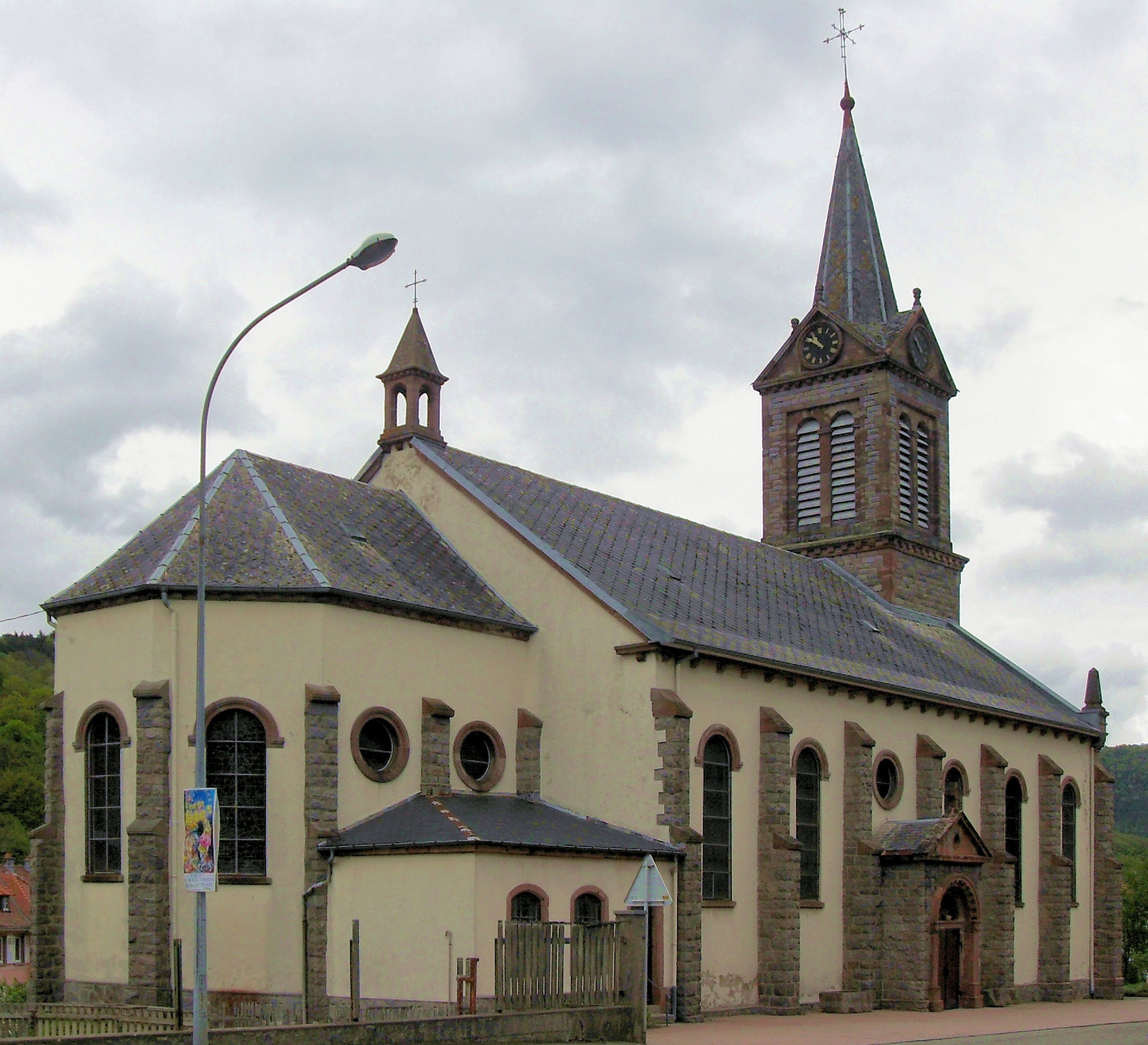
L'église Sainte-Richarde.

C'est en 1241 que l'on rencontre pour la première fois le nom de Escermure, l'ancêtre du nom de Hachimette. Le hameau a été construit sur une ancienne tourbière qui s'étendait sur tout le fond de la vallée. En 1370 le village est appelé Eschramore et en 1576 sous le nom de Eschlemer. En 1650 le cadastre signale huit maisons avec 10 habitants à Hachimette, tandis que Ribeaugoutte compte 22 maisons et 27 habitants. En 1688 les habitants parlent de haichimet, Hechimet, Aschimet qui deviendra finalement Hachimette. En 1679 la paroisse de Hachimette est rattaché à celle de Lapoutroie. En 1750 une chapelle dédiée à sainte Richarde est signalée dans le hameau.

## Politique et administration

### Budget et fiscalité 2014

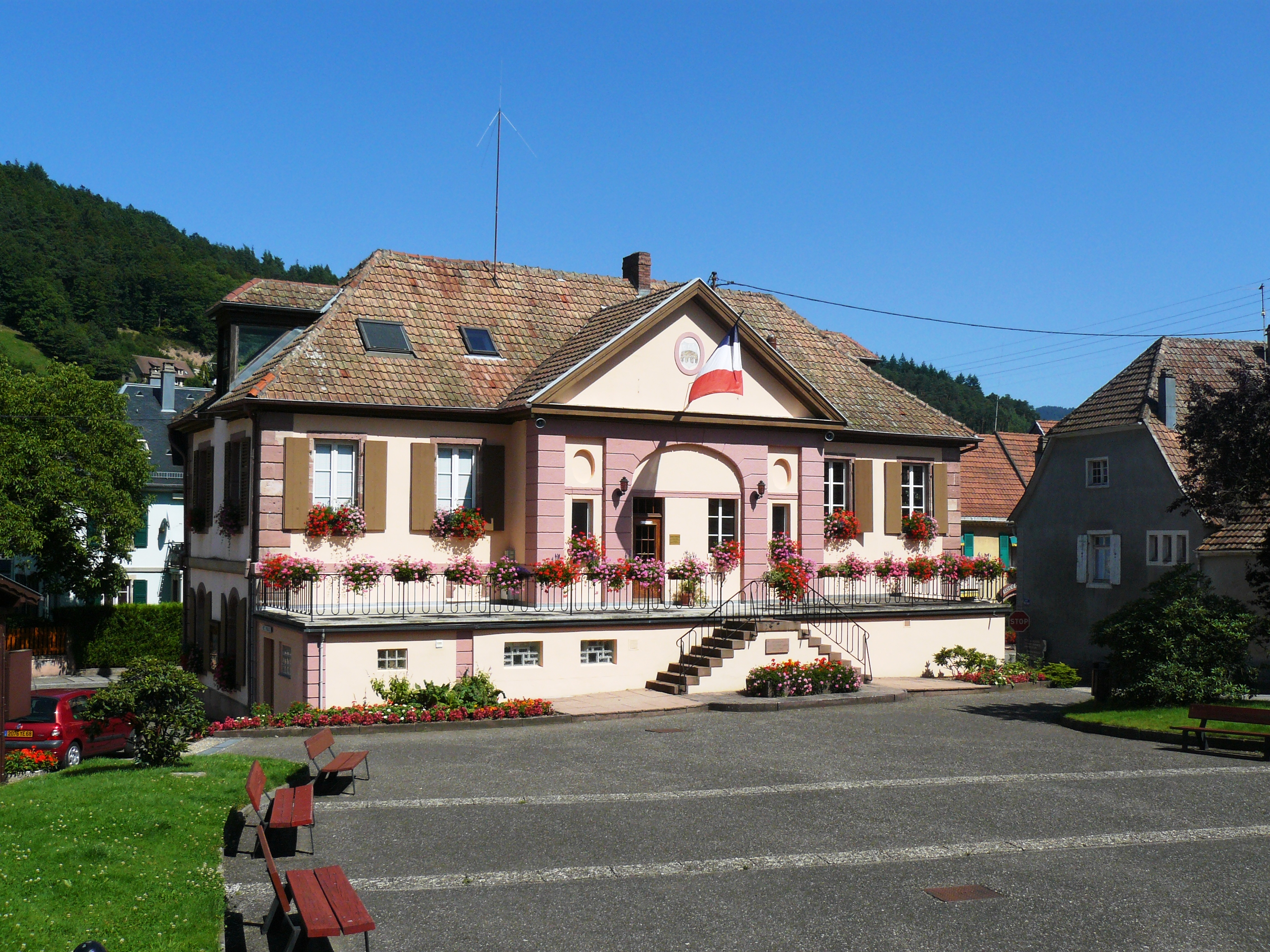
La mairie de Lapoutroie.

En 2014, le budget de la commune était constitué ainsi :
- total des produits de fonctionnement : 1 866 000 €, soit 929 € par habitant ;
- total des charges de fonctionnement : 1 513 000 €, soit 753 € par habitant ;
- total des ressources d’investissement : 1 843 000 €, soit 918 € par habitant ;
- total des emplois d’investissement : 1 680 000 €, soit 836 € par habitant.
- endettement : 786 000 €, soit 391 € par habitant.

Avec les taux de fiscalité suivants :
- taxe d’habitation : 12,10 % ;
- taxe foncière sur les propriétés bâties : 12,88 % ;
- taxe foncière sur les propriétés non bâties : 85,02 % ;
- taxe additionnelle à la taxe foncière sur les propriétés non bâties : 0,00 % ;
- cotisation foncière des entreprises : 0,00 %.

### Liste de maires
| Période                                  | Période  | Identité                | Étiquette    | Qualité                                                                      |
| ---------------------------------------- | -------- | ----------------------- | ------------ | ---------------------------------------------------------------------------- |
| 1911                                     | 1919     | Jean-Baptiste Hauschel  |              |                                                                              |
| 1919                                     | 1925     | Jean Schwartz           |              |                                                                              |
| 1925                                     | 1944     | Léon Grivel             |              |                                                                              |
| 1944                                     | 1945     | René Raffner            |              |                                                                              |
| 1945                                     | 1959     | Paul Minoux             |              |                                                                              |
| 1959                                     | 1964     | Jean-Baptiste Demangeat | CNIP         | Conseiller général (1951-1964)                                               |
| 1964                                     | 1970     | Adrien Jeandon          |              |                                                                              |
| 1970                                     | 1977     | Roger Burel             |              |                                                                              |
| 1977                                     | 2001     | Hubert Haenel           | UMP          | Sénateur (1986-2010)                                                         |
| mars 2001                                | mai 2020 | Jean-Marie Muller       | UDI          | Président de la Communauté de communes                                       |
| mai 2020                                 | En cours | Philippe Girardin       | ex-Les Verts | Ingénieur agronome, ancien Président du Parc régional des Ballons des Vosges |
| Les données manquantes sont à compléter. |          |                         |              |                                                                              |

## Population et société

### Démographie
L'évolution du nombre d'habitants est connue à travers les recensements de la population effectués dans la commune depuis 1793. Pour les communes de moins de 10 000 habitants, une enquête de recensement portant sur toute la population est réalisée tous les cinq ans, les populations de référence des années intermédiaires étant quant à elles estimées par interpolation ou extrapolation. Pour la commune, le premier recensement exhaustif entrant dans le cadre du nouveau dispositif a été réalisé en 2007.

En 2022, la commune comptait 1 872 habitants, en évolution de −1,53 % par rapport à 2016 (Haut-Rhin : +0,66 %, France hors Mayotte : +2,11 %).
| 1793  | 1800  | 1806  | 1821  | 1831  | 1836  | 1841  | 1846  | 1851  |
| ----- | ----- | ----- | ----- | ----- | ----- | ----- | ----- | ----- |
| 1 840 | 2 008 | 1 938 | 2 101 | 2 511 | 2 634 | 2 631 | 2 618 | 2 432 |

| 1856  | 1861  | 1866  | 1871  | 1875  | 1880  | 1885  | 1890  | 1895  |
| ----- | ----- | ----- | ----- | ----- | ----- | ----- | ----- | ----- |
| 2 380 | 2 567 | 2 592 | 2 461 | 2 432 | 2 408 | 2 303 | 2 212 | 2 199 |

| 1900  | 1905  | 1910  | 1921  | 1926  | 1931  | 1936  | 1946  | 1954  |
| ----- | ----- | ----- | ----- | ----- | ----- | ----- | ----- | ----- |
| 2 177 | 2 096 | 2 095 | 1 917 | 1 866 | 1 815 | 1 801 | 1 687 | 1 635 |

| 1962  | 1968  | 1975  | 1982  | 1990  | 1999  | 2006  | 2007  | 2012  |
| ----- | ----- | ----- | ----- | ----- | ----- | ----- | ----- | ----- |
| 1 661 | 1 712 | 1 794 | 1 911 | 1 981 | 2 104 | 2 057 | 2 049 | 1 924 |

| 2017  | 2022  | - | - | - | - | - | - | - |
| ----- | ----- | - | - | - | - | - | - | - |
| 1 908 | 1 872 | - | - | - | - | - | - | - |

### Jumelages
La commune de Lapoutroie a signé une charte d'amitié avec Lannilis en Bretagne (département du Finistère) en 1987.

## Personnalités liées à la commune
- Clément Cogitore (1983-) et Romain Cogitore (1985-) artistes et réalisateurs ;
- Claudie Hunzinger (1940-), artiste et écrivaine, réside à Bambois, lieu-dit dont elle a donné le nom à un de ses livres ;
- Robin Hunzinger (1969-), réalisateur. Fils de la précédente, il est également domicilié à Bambois ;
- Marcel Laurent, coureur cycliste né le 6 juin 1913 à l'annexe d'Hachimette-Lapoutroie dans une famille de 17 enfants. Il a remporté la course Bordeaux-Paris en 1938 et 1939. Il interrompt sa carrière sportive pendant la guerre 1939-1945. Il trouvera la mort dans un accident de la circulation le 7 août 1994 à l'âge de 81 ans ;
- Hubert Haenel (1942-2015), maire de Lapoutroie de 1977 à 2001, membre du Conseil constitutionnel.